# Neville (Ohio)
Neville és una població dels Estats Units a l'estat d'Ohio. Segons el cens del 2000 tenia 127 habitants.

## Demografia
Segons el cens del 2000, Neville tenia 127 habitants, 47 habitatges, i 38 famílies. La densitat de població era de 116,7 habitants/km².
Dels 47 habitatges en un 44,7% hi vivien nens de menys de 18 anys, en un 55,3% hi vivien parelles casades, en un 19,1% dones solteres, i en un 19,1% no eren unitats familiars. En el 17% dels habitatges hi vivien persones soles el 8,5% de les quals corresponia a persones de 65 anys o més que vivien soles. El nombre mitjà de persones vivint en cada habitatge era de 2,7 i el nombre mitjà de persones que vivien en cada família era de 3,03.
Cap de les famílies estaven per davall del llindar de pobresa.

## Poblacions més properes
El següent diagrama mostra les poblacions més properes.